# Szerrapeptáz
A szerratiopeptidáz (Serratia E-15 proteáz, más néven szerralizin, szerrapeptáz, szerratiapeptáz, serratia peptidáz, serratio peptidáz vagy szerrapeptidáz) egy proteolitikus enzim (proteáz), amelyet a Serratia sp. E-15 (ma Serratia marcescens ATCC 21074) állít elő. Ezt a mikroorganizmust eredetileg az 1960-as évek végén izolálták selyemhernyó (Bombyx mori L.) beléből. A szerratiopeptidáz jelen van a selyemhernyóbélben, és lehetővé teszi, hogy a feltörekvő lepke feloldja a gubóját. A serratiopeptázt Serratia E-15 baktérium tenyészetéből történő tisztítással állítják elő. A Peptidase M10B (Matrixin) család tagja.
Gyulladásos válaszokat, például interleukin-6- és -8-expressziót indukálhat a proteázaktivált receptor 2 (PAR-2) révén.